# Clase Tegetthoff

La clase Tegetthoff (llamado a veces clase Viribus Unitis), eran unos poderosos y modernos acorazados construidos por la Armada del Imperio austrohúngaro.  Fueron construidas cuatro naves: SMS Viribus Unitis, SMS Tegetthoff, SMS Prinz Eugen y SMS Szent Istvan.

## Construcción
La marina del Imperio Austro-Húngaro pidió la construcción de una flota nueva en 1908 después del aviso del comienzo de la construcción del primer Dreadnought para la Regia Marina (Marina de Guerra Italiana)el: Dante Alighieri. El jefe de diseño de la marina de guerra del Imperio austrohúngaro, Siegfried Popper, estuvo oculto en esta etapa, lo retiraron antes de que los buques fueran botados, y se ha culpado a esto de las deficiencias del diseño de estos buques. Las naves de esta clase estaban entre las primeras en utilizar las torres triples para su armamento principal. Las torres triples fueron construidas en las fábricas Skoda, en Plzen, Bohemia, y estuvieron disponibles a corto plazo porque Skoda trabajaba ya en un diseño para un pedido de la Armada Imperial Rusa.

El diseño de la clase tenía algunas debilidades. Un problema serio era la débil protección debajo de la línea de flotación. La clase Tegetthoff tenía solamente 2,45 m entre el casco externo y el tabique hermético antitorpedo interno. Los acorazados alemanes a partir del mismo período tenían 4,5 m. El Tegetthoff también tenía un complicado, sistema de puertas herméticas entre los compartimientos debajo de la línea de flotación. Las contrapartes alemanas no tenían ninguna puertas entre los compartimientos debajo de la línea de flotación. En lugar los marineros alemanes tuvieron que utilizar las escaleras y moverse a través de los compartimientos sobre la línea de flotación.
La primera unidad fue nombrada en honor del almirante Wilhelm von Tegetthoff, un marino austriaco del siglo XIX, pero el Emperador Francisco José I quiso que fueran nombrados después con su lema personal, Viribus Unitis (latín: “Con las fuerzas unidas”). En cualquier caso, el nombre de la clase seguía siendo Tegetthoff.
Las primeras tres naves fueron construidas en los astilleros de "Stabilimento Tecnico Triestino", en Trieste, pero como una condición de convenir la construcción de la nueva flota, y de poder costearla, el parlamento húngaro insistió en que uno de los acorazados fuera construido en un astillero húngaro, los astilleros de Danubius, en Fiume (Rijeka), que desafortunadamente nunca había construido una nave mayor a un destructor antes y por lo tanto causaron retraso en la construcción, por tal motivo los astilleros tuvieron que ser primero ampliados.

## Naves de esta Clase

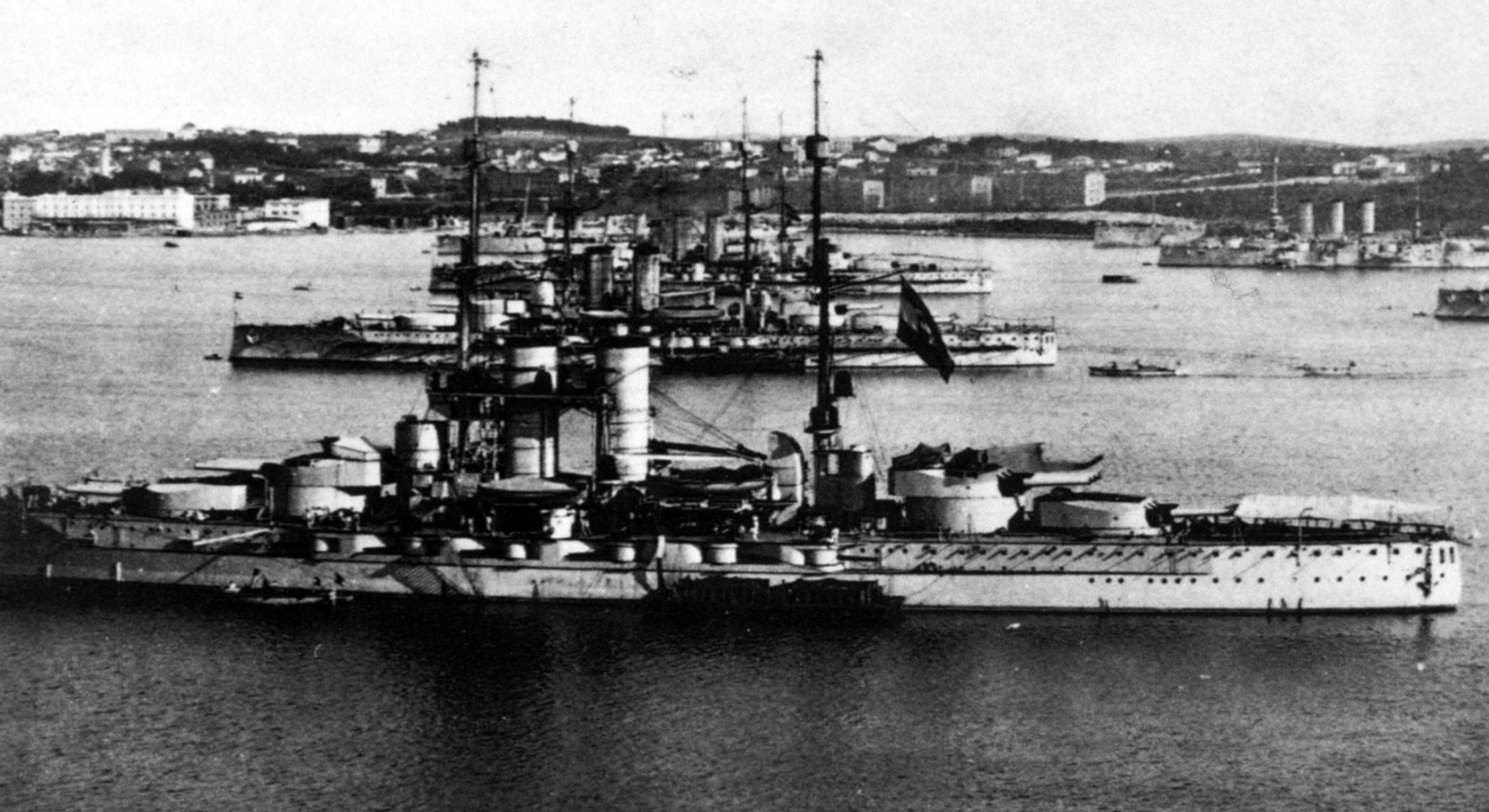
Dreadnought austro-húngaros Clase Tegetthoff en Pula (Croacia).

### Viribus Unitis
- Construido: Stabilimento Tecnico Triestino, Trieste
- Puesto en grada: 24 de julio de 1910
- Botado: 24 de junio de 1911
- Asignado: 5 de diciembre de 1912
- Operaciones:
- Final: hundido en Pola, 1 de noviembre de 1918

### Tegetthoff
- Construido: Stabilimento Tecnico Triestino, Trieste
- Puesto en grada: 24 de septiembre de 1910
- Botado: 21 de marzo de 1912
- Asignado: 14 de julio de 1913
- Operaciones:
- Final: desguazado en Italia en 1924

### Prinz Eugen
- Construido: Stabilimento Tecnico Triestino, Trieste
- Puesto en grada: 16 de enero de 1912
- Botado: 30 de noviembre de 1912
- Asignado: 8 de julio de 1914
- Final: hundido en Tolón, Francia - utilizado como blanco de artillería para los acorazados franceses Paris, Jean Bart, y France, junio de 1922.

### Szent Istvan
- Construido: Ganz & Company - Danubius, Fiume
- Puesto en grada: 29 de enero de 1912
- Botado: 17 de enero de 1914
- Asignado: 17 de noviembre de 1915
- Final: Hundido por un torpedo lanzado desde la lancha torpedera italiana MAS -15 en Dalmacia, 10 de junio de 1918.